# Quatuor à cordes no 12 de Dvořák
« Américain »
Pour les articles homonymes, voir Quatuor à cordes no 12.
Le Quatuor à cordes no 12 en fa majeur, B. 179 (op. 96) « Américain », écrit pendant les vacances d'été de 1893 à Spillville dans l'Iowa, peuplée d'une importante colonie tchèque (notamment des agriculteurs immigrés qui appréciaient avec nostalgie la musique de Dvořák à l'église), est l'une des œuvres de musique de chambre les plus connues d'Antonín Dvořák. 
Ainsi, comme dans la neuvième symphonie, ce n’est pas seulement l’Amérique qui est évoquée, mais également l’Europe centrale. Les quatre mouvements (respectivement Allegro ma non troppo, Lento, Molto vivace et Finale vivace ma non troppo) furent esquissés en moins d’une semaine et la composition de l’ensemble prit à peine quinze jours. Dvořák travailla donc dans un sentiment d’euphorie, sinon de facilité. Comme si les impressions exotiques des espaces américains s’étaient accordées idéalement, pendant ce beau mois de juin 1893, avec son tempérament ‘slave’. Ce mariage plein de lumière est perceptible dans les gammes pentatoniques du premier mouvement, dans le lyrisme rêveur du Lento (musique tchèque ou ‘blues’ ?), et dans les trilles du scarlet tanager, une fauvette que Dvořák entendit dans son jardin et dont il reproduisit le chant à l’apogée du Molto vivace. Mais la substance de l’œuvre demeure la nostalgie du pays natal, que souligne la beauté lumineuse des ultimes mesures (après l’imitation, ou plutôt la transfiguration, d’un gospel song dont la mélancolie traverse le dernier mouvement, imprégné tout entier par l’esprit de la danse).
De façon plus précise, ce quatuor (contemporain de sa Symphonie no 9 « Du nouveau monde ») pour deux violons, alto et violoncelle, est composée de quatre mouvements :
1. Allegro ma non troppo ;
2. Lento ;
3. Molto vivace ;
4. Finale : vivace ma non troppo.

## Structure
Une interprétation standard dure 30 minutes.

### Premier mouvement
L’Allegro ma non troppo, de forme sonate traditionnelle, semble démarrer dans le sillon du Quatuor de ma vie de Smetana. Les deux thèmes principaux (exposés respectivement pour la première fois à l’alto en fa majeur et au violon en la majeur) sont basés sur des éléments communs à de nombreux chants folkloriques bohèmes ou noirs américains : Dvořák ne fait pas un usage direct des airs indigènes mais se sert de leurs particularités aux parfums nouveaux pour agrandir sa palette, puis les développe avec des procédés modernes et personnels. La réexposition se déroule sans surprise avec une troisième idée musicale en ré bémol majeur dans le fugato qui conclut le mouvement.

### Deuxième mouvement
Lento : considéré par Saureck comme « une perle authentique parmi les mouvements lyriques de Dvořák » cette émouvante page ternaire en ré mineur commence par un long chant mélancolique au premier violon accompagné du reste du quatuor. Les diverses présentations de cette cantilène forment une sorte de « berceuse blues », la teinte nostalgique tchèque étant accrue lorsqu’elle est confiée au violoncelle. Dans ce mouvement au lyrisme captivant, le compositeur laisse ses idées aller et revenir depuis son lointain pays natal.

### Troisième mouvement
Molto vivace : alors que le Quintette à cordes (op. 97) et la Symphonie du nouveau monde témoignent des premières impressions fortes du pays, le Quatuor américain laisse place aux expériences plus intimes vécues en Iowa. Dans ce scherzo, le premier violon mène un thème unique qui comporte en son milieu l’imitation de la fauvette locale (le tanager). La nature structurelle et sentimentale de ce motif aux rythmes brusques et aux combinaisons tonales particulières varie à chaque présentation ; le violoncelle aura aussi sa part dans les chants. Après le trio en fa mineur, retour à la fête en fa majeur.

### Quatrième mouvement
Finale vivace ma non troppo : ce rondo joyeux, d’humour américain (premier thème explosif au premier violon sur un accompagnement très rythmé) compose aussi avec les émotions simples du vieux continent (deuxième thème plus lyrique). Un épisode lent meno mosso met le violoncelle en valeur dans une sorte de choral comme Dvořák pouvait en improviser à l’orgue de la petite paroisse. L’atmosphère animée du début revient vite, atteignant un sommet sauvage dans la brève coda, pleine d’optimisme, qui met fin au mouvement.
Originellement composée pour quatuor à cordes, cette œuvre a été transcrite par David Walter pour Quintette à vent (flûte, hautbois, clarinette, cor et basson) en fa majeur, et par Bertrand Hainaut pour le Quatuor Anches Hantées, quatuor de clarinettes (3 clarinettes + 1 clarinette basse). Il a été aussi transcrit et interprété par le Quatuor Habanera (quatuor de saxophones). 